# Samra Rahimli
Samra Rahimli (em azeri: 'Səmra Rəhimli', Baku, Azerbaijão 20 de outubro de 1994) é uma cantora azeri que representou o seu país, o Azerbaijão, no Festival Eurovisão da Canção em 2016.

## Discografia

### Como solista
- "O Sevir" (2015)
- "Miracle" (2016)